# Сцропаві
Сцропаві (груз. სწროფავი) — село в Грузії.
За даними перепису населення 2014 року в селі проживає 2 осіб.